# Cuadrados de números triangulares

Un cuadrado cuya longitud lateral es un número triangular, puede dividirse en cuadrados y semicuadrados cuyas cantidades permiten formar cubos. De Gulley (2010).

En teoría de números, la suma de los primeros n cubos es el cuadrado del nsimo número triangular. Es decir,
{\displaystyle 1^{3}+2^{3}+3^{3}+\cdots +n^{3}=\left(1+2+3+\cdots +n\right)^{2}}
La misma ecuación puede escribirse de forma más compacta usando la notación matemática del sumatorio:
{\displaystyle \sum _{k=1}^{n}k^{3}={\bigg (}\sum _{k=1}^{n}k{\bigg )}^{2}}
Esta identidad es a veces llamada Teorema de Nicómaco.

## Historia
Muchos matemáticos antiguos estudiaron y dedujeron demostraciones del teorema de Nicómaco.Stroeker (1995) afirma que "cada estudiante de la teoría de números seguramente debe haberse maravillado ante este hecho milagroso".Pengelley (2002) encuentra referencias a la identidad no solo en las obras de Nicómaco de Gerasa en lo que ahora es Jordania en el siglo I, sino también en las de Aryabhata en la India en el siglo V y en las de Al-Karaŷí alrededor de 1000 en Irán.Bressoud (2004) menciona varios trabajos matemáticos tempranos adicionales sobre esta fórmula, obra de Alcabitius (siglo X, Arabia); Gersónides (hacia 1300, Francia); y Nilakantha Somayaji (hacia 1500 en la India). Bressoud reproduce la elegante prueba visual de Nilakantha.

## Valores numéricos; interpretaciones geométrica y probabilística
La secuencia de los números triangulares cuadrados es:
0, 1, 9, 36, 100, 225, 441, 784, 1296, 2025, 3025, 4356, 6084, 8281, ... (sucesión A000537 en OEIS).
Estos números pueden ser vistos como números figurados, una generalización hiperpiramidal en cuatro dimensiones de los números triangularess y de los números piramidales cuadrados.
Como observa Stein (1971), estos números también cuentan el número de rectángulos con lados horizontales y verticales formados en una cuadrícula de n × n puntos en cada lado. Por ejemplo, los puntos de una cuadrícula de 4 × 4 (o lo que es lo mismo, un cuadrado formado por tres cuadrados más pequeños en cada lado) pueden formar 36 rectángulos diferentes. El número de cuadrados sobre una cuadrícula cuadrada es deducido de manera similar por los números piramidales cuadrados.
La identidad también admite una interpretación probabilística natural como sigue. Sean X, Y, Z, W cuatro números enteros independientemente y uniformemente elegidos al azar entre 1 y n. Entonces, la probabilidad de que W sea el mayor de los cuatro números es igual a la probabilidad de que tanto Y sea al menos tan grande como X y W sea al menos tan grande como Z, es decir, P({max(X,Y,Z) ≤ W}) = P({X ≤ Y} ∩ {Z ≤ W}). De hecho, estas probabilidades son respectivamente los lados izquierdo y derecho de la identidad Nicómano, normalizado para hacer probabilidades dividiendo ambos lados por n4.

## Demostraciones
Charles Wheatstone, 1854, da una derivación particularmente simple, expandiendo cada cubo en la suma de un conjunto de números impares consecutivos. De hecho, comienza dando la identidad:
{\displaystyle n^{3}=\underbrace {\left(n^{2}-n+1\right)+\left(n^{2}-n+1+2\right)+\left(n^{2}-n+1+4\right)+\cdots +\left(n^{2}+n-1\right)} _{n{\text{ números impares consecutivos}}}}
Esa identidad está relacionada con el número triangular {\displaystyle T_{n}} de la siguiente manera:
{\displaystyle n^{3}=\sum _{k=T_{n-1}+1}^{T_{n}}(2k-1)}
y así, los sumandos que forman {\displaystyle n^{3}} comienzan justo después de los que forman todos los valores anteriores desde {\displaystyle 1^{3}} hasta {\displaystyle (n-1)^{3}}.
Aplicando esta propiedad, junto con otra identidad bien conocida:
{\displaystyle n^{2}=\sum _{k=1}^{n}(2k-1)}
se obtiene la siguiente demostración:
{\displaystyle {\begin{aligned}\sum _{k=1}^{n}k^{3}&=1+8+27+64+\cdots +n^{3}\\&=\underbrace {1} _{1^{3}}+\underbrace {3+5} _{2^{3}}+\underbrace {7+9+11} _{3^{3}}+\underbrace {13+15+17+19} _{4^{3}}+\cdots +\underbrace {\left(n^{2}-n+1\right)+\cdots +\left(n^{2}+n-1\right)} _{n^{3}}\\&=\underbrace {\underbrace {\underbrace {\underbrace {1} _{1^{2}}+3} _{2^{2}}+5} _{3^{2}}+\cdots +\left(n^{2}+n-1\right)} _{\left({\frac {n^{2}+n}{2}}\right)^{2}}\\&=(1+2+\cdots +n)^{2}\\&={\bigg (}\sum _{k=1}^{n}k{\bigg )}^{2}\end{aligned}}}

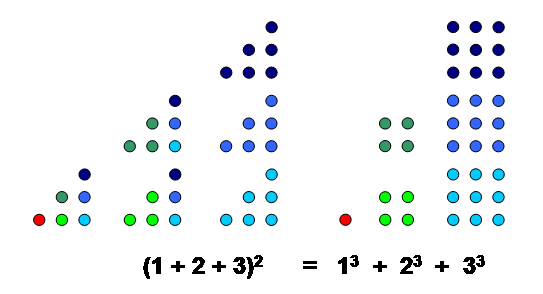
Demostración gráfica de que el cuadrado de un número triangular es igual a una suma de cubos.

En la literatura matemática más reciente,Stein (1971) utiliza la interpretación de recuento de rectángulos de estos números para formar una prueba geométrica de la identidad (véase también Benjamin, Quinn y Wurtz, 2006). Stein observa que también puede demostrarse fácilmente por inducción, y afirma que Toeplitz (1963) proporciona "una interesante antigua prueba árabe".Kanim (2004) proporciona una prueba puramente visual,Benjamin y Orrison (2002) proporciona dos pruebas adicionales, y Nelsen (1993) da siete pruebas geométricas.

## Generalizaciones
Un resultado similar al teorema de Nicómaco se deduce para todas las sumas de potencias, a saber, que las sumas de potencias impares son un polinomio en números triangulares.
Estos son conocidos como polinomios de Faulhaber, de los cuales la suma de los cubos es el ejemplo más simple y elegante.Stroeker (1995) estudia condiciones más generales bajo las que la suma de una secuencia consecutiva de cubos forma un cuadrado.Garrett y Hummel (2004) y Warnaar (2004) estudian los análogos polinomiales de la fórmula cuadrada de números triangulares, en la que series de polinomios se suman al cuadrado de otro polinomio.